# Villa Jehle (Friedrichshafen)

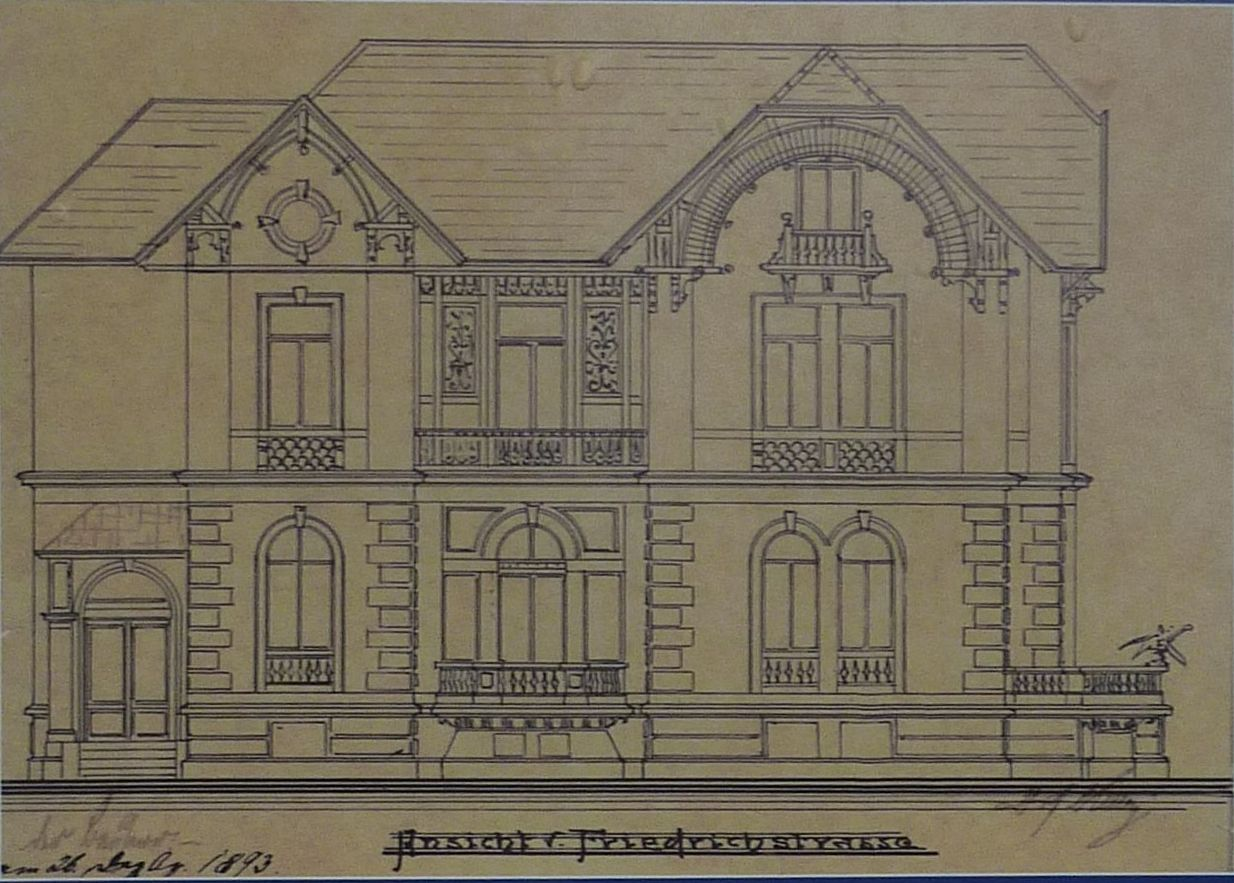
Zeichnung auf der Informationstafel am Geschichtspfad Friedrichshafen

Die Villa Jehle in Friedrichshafen, Friedrichstraße 21, war eine historistische Villa. Sie stand gegenüber der Villa Riß.

## Geschichte
Die Friedrichstraße wurde 1812 angelegt, verläuft parallel zum Ufer des Bodensees und verbindet als breite Tangente die Altstadt mit dem Schloss. Etwa ab der Mitte des 19. Jahrhunderts wurde sie mit vorzugsweise großen und repräsentativen Gebäuden bebaut. Im Erläuterungsbericht zum Flächennutzungsplan 2015 werden das Königin-Paulinen-Stift und die Zollkaserne sowie neben der Villa Jehle noch die Villa Riß und die Villa Redwitz als Beispiele für die Bebauung der Friedrichstraße aus dieser Epoche genannt.
Die Villa Jehle wurde in den Jahren 1893/1894 von Josef Miller für den Arzt Bernhard Jehle erbaut, der dort auch seine Praxis einrichtete. Nach Jehles Tod übernahm der Arzt Wilhelm Miller das Haus; Jehles Töchter hatten sich mit Paul Jaray und Karl Arnstein verheiratet und wohnten offenbar nicht mehr in dem Gebäude. Im Zweiten Weltkrieg durch Bomben zerstört, wurde die Villa im Jahr 1949 originalgetreu wieder aufgebaut. Sie beherbergte weiterhin Arztpraxen und Privatwohnungen.
In den 1970er Jahren wurde das Bauwerk abgerissen.

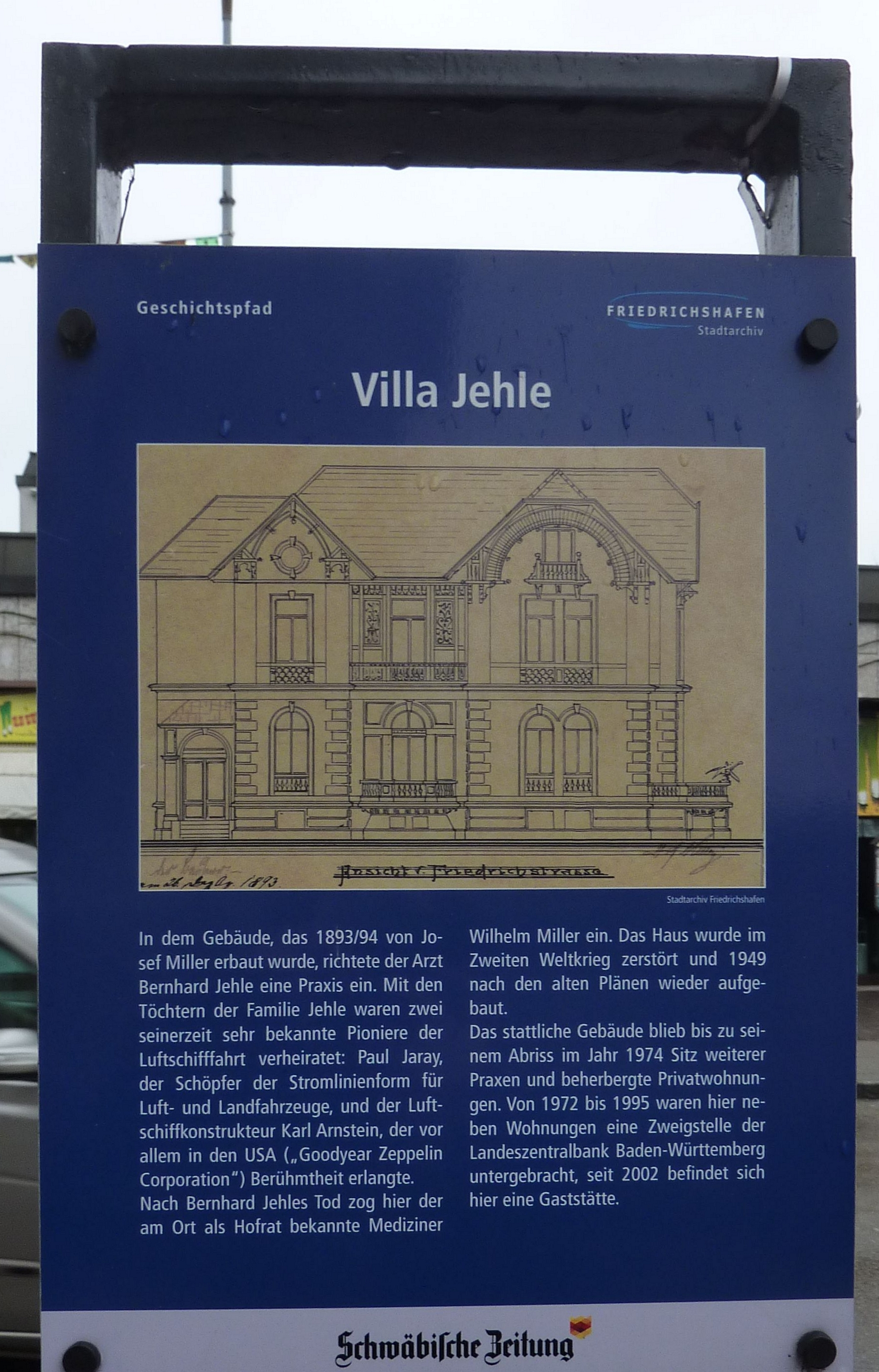
Informationstafel Villa Jehle

Seit 2011/2012 erinnert eine Informationstafel auf dem Geschichtspfad Friedrichshafen an das Bauwerk. Auf dem Grundstück wurde ein Nachfolgebau errichtet, der zeitweise eine Zweigstelle der Landeszentralbank Baden-Württemberg beherbergte und seit 2002 als Gaststätte genutzt wird.